# Verslo ir vadybos akademija
Die Verslo ir vadybos akademija war eine private Hochschule für Betriebswirtschaft in der litauischen Hauptstadt Vilnius.

## Geschichte
1994 wurde das Kolleg „Interverslas“ errichtet und 2000 zur Hochschule Vilniaus vadybos kolegija reorganisiert. Ab 2003 gab es universitäres Bachelorstudium. 2005 m wurde das Kollegium zu Vilniaus vadybos aukštoji mokykla (VVAM) und 2009 zu Verslo ir vadybos akademija. 2013 wurde die Hochschule von Kazimiero Simonavičiaus universitetas gekauft. Seit dem 27. März 2013 existiert sie nicht mehr als einzelne Hochschule.